# Nais barbata
Nais barbata är en ringmaskart som beskrevs av Otto Friedrich Müller 1773. Nais barbata ingår i släktet Nais och familjen glattmaskar. Arten är reproducerande i Sverige. Inga underarter finns listade i Catalogue of Life.